# Skačany
Skačany (ungarisch Szkacsány – bis 1907 Szkacsán) ist ein Ort und eine Gemeinde im Westen der Slowakei, mit 1327 Einwohnern (Stand 31. Dezember 2024). Sie liegt im Okres Partizánske, einem Kreis der höheren Verwaltungseinheit Trenčiansky kraj.

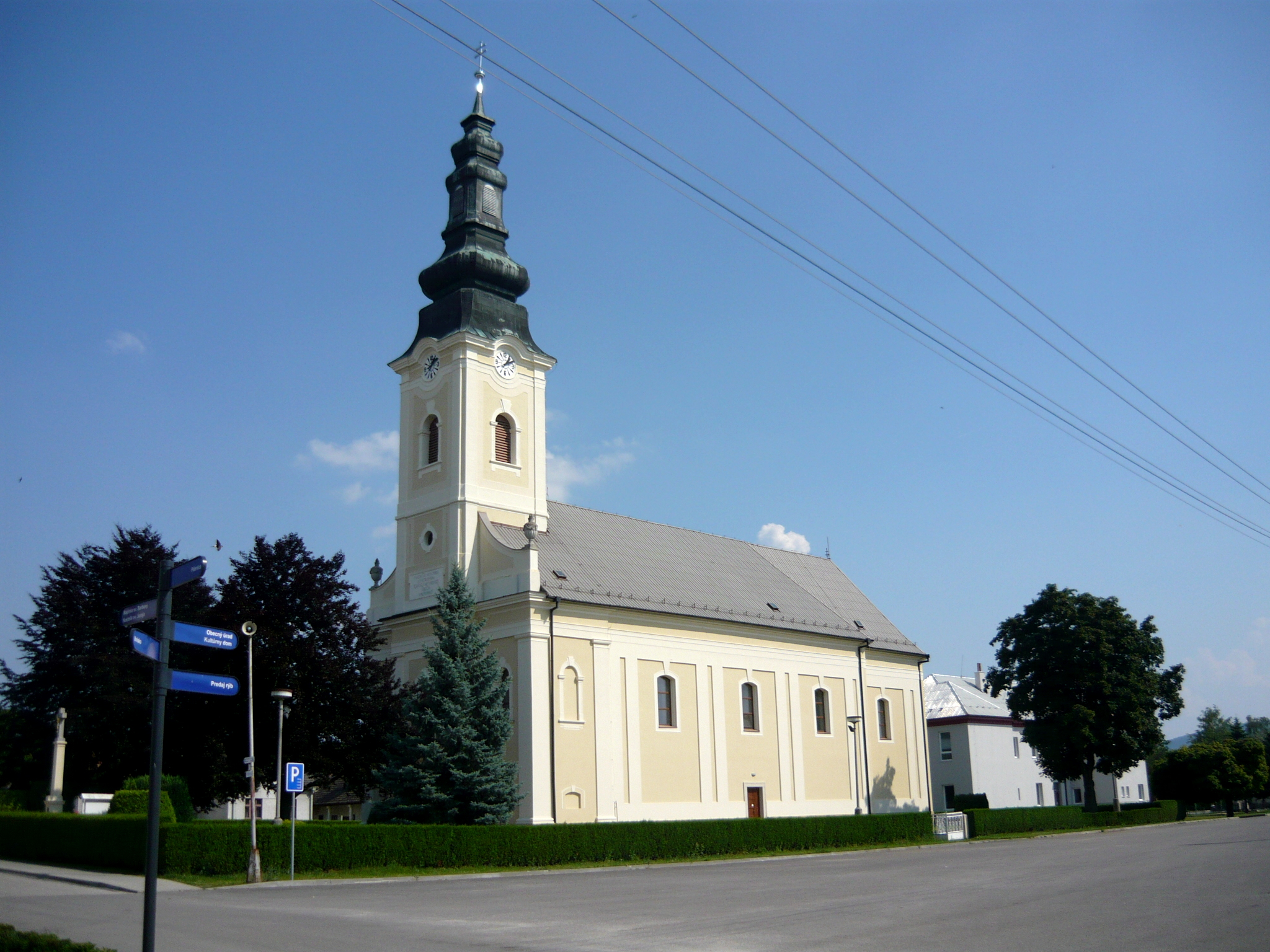

## Geographie
Skačany liegt am Fluss Nitrica am nordöstlichen Zipfel des slowakischen Donauhügellands und, sechs Kilometer von Partizánske entfernt.

## Geschichte
Die Besiedlungsnachweise reichen bis in die Bronzezeit, mit Funden der Lausitzer Kultur. Der Ort wurde zum ersten Mal 1078 schriftlich erwähnt und wurde später zum Sitz eines Herrschaftsguts, die 14 Gemeinden umfasste. 1698 erhielt der Ort das Marktrecht und entwickelte sich danach als kleiner Marktflecken. Bis heute ist die Gemeinde landwirtschaftlich geprägt.

## Bevölkerung
| Jahr                | 1994 | 2004    | 2014    | 2024    |
| ------------------- | ---- | ------- | ------- | ------- |
| Anzahl der Personen | 1252 | 1274    | 1372    | 1327    |
| Unterschied         |      | +1,75 % | +7,69 % | −3,27 % |

| Jahr                | 2023 | 2024    |
| ------------------- | ---- | ------- |
| Anzahl der Personen | 1319 | 1327    |
| Unterschied         |      | +0,60 % |

## Sehenswürdigkeiten
- klassizistische römisch-katholische Pfarrkirche der Allerheiligen aus dem Jahr 1803
- Grundbau der romanischen Georgskirche, erbaut irgendwann im 13. Jahrhundert
- barocke Kapelle der hl. Barbara aus dem Jahr 1731